# Stonesby
Stonesby är en by i civil parish Sproxton, i distriktet Melton, i grevskapet Leicestershire i England. Byn är belägen 8 km från Melton Mowbray. Stonesby var en civil parish fram till 1936 när blev den en del av Sproxton. Civil parish hade 140 invånare år 1931. Byn nämndes i Domedagsboken (Domesday Book) år 1086, och kallades då Stovenebi.